# 崇左站
崇左站是位于广西壮族自治区崇左市江州区太平街道的一个铁路车站，建于1952年，有湘桂铁路经过该站，现办理客货运业务，车站及其上下行区间均未电气化。车站距离衡阳站915公里，隶属南宁局集团管辖，是三等站。

## 旅客列车目的地
截至2025年7月，崇左站每日停靠2个旅客列车车次，均为过路车。列车车次及目的地如下表：
| 目的地                        | 车次    | 列车所属路局 |
| ----------------------------- | ------- | ------------ |
| 国际段：河内嘉林 国内段：凭祥 | T8701次 | 南宁局集团   |
| 南宁                          | T8702次 | 南宁局集团   |